# Abbaye de Pontigny
L'abbaye de Pontigny est un ancien monastère de l'ordre cistercien. Fondée en 1114, au nord de la Bourgogne et à la limite du comté de Champagne, aujourd'hui dans la commune de Pontigny, dans le département de l'Yonne (France), elle est la deuxième des quatre premières filles de Cîteaux.
Sa célébrité est due à la fois à son rang au sein de l’ordre, au prestige de ses protecteurs, de ses hôtes de marque et de ses abbés, à l’importance de sa communauté et de ses possessions, et à la richesse patrimoniale de sa bibliothèque et de son architecture. En revanche, elle est dotée d'une filiation relativement modeste.
Fermée à la Révolution française, elle est alors en grande partie détruite ; elle conserve néanmoins la plus grande église cistercienne du monde, qui tient lieu, depuis 1954, de cathédrale à la Mission de France.

## Fondation
C’est le 30 ou 31 mai 1114 que, sous la direction d’Hugues de Mâcon, un groupe de moines, envoyé par Étienne Harding à la demande d’un prêtre d’Auxerre, vint s’installer à Pontigny. Il fondait ainsi la deuxième des « quatre premières filles » de Cîteaux qui ont un rôle particulier dans l’organisation de l’ordre.
Première abbaye cistercienne à s’éloigner notablement de son « abbaye-mère », Pontigny, dans la vallée du Serein, se trouvait dans le diocèse d’Auxerre, à la limite de ceux de Sens et de Langres, et non loin de celui de Troyes ; d’un point de vue politique, l’endroit relevait du comté de Tonnerre, à la lisière de celui d’Auxerre (tous deux tenus à l’époque par le comte de Nevers), et tout proche des possessions du comte de Champagne : cette position en zone frontière est à l’origine de la légende qui voulait que, sur le pont de Pontigny, trois évêques, trois comtes et un abbé puissent se rencontrer sans quitter leur territoire. Plutôt que d’un pont qui n’est pas attesté dans les textes avant le XIIIe siècle, le nom de Pontigny, de formation gallo-romaine (Pontiniacum), provient sans doute du nom d’un certain Pontinius auquel un suffixe locatif (-iacum) a été ajouté.

## Protecteurs
Le développement rapide et considérable de l’abbaye de Pontigny, surtout pendant ses deux premiers siècles d’existence, est facilité par le soutien de personnages importants, aussi bien laïques qu’ecclésiastiques.

### Rois de France

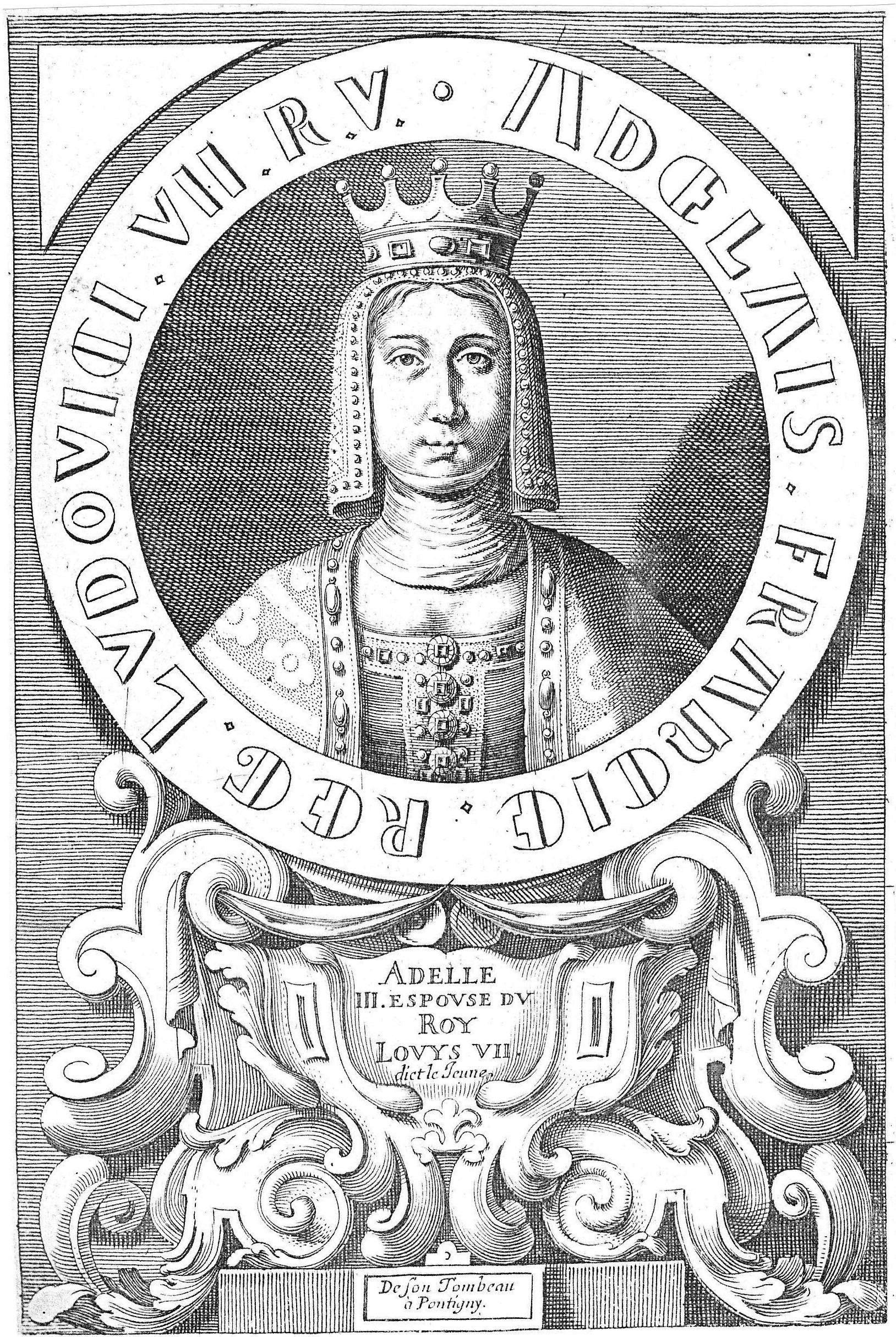
Portrait de la reine Adèle de Champagne « tiré de son tombeau à Pontigny ».

Ainsi, dès 1131, le roi Louis VI le Gros, pour la rémission de ses péchés, accorde aux moines de Pontigny l'exemption entière de toute taxe pour les marchandises qui passeront sur ses terres,. Ce don sera confirmé par Louis VII qui accordera aussi, en 1139, un droit de pâturage dans ses bois de la forêt d’Othe, et confirmera l’ensemble des biens de l’abbaye en 1177.
En 1181, Philippe Auguste prit Pontigny et tous ses biens sous sa protection, confirma un don de la comtesse Mathilde de Nevers, et, trente ans plus tard, un accord conclu avec Blanche, comtesse de Champagne ; il prit aussi sous sa protection l’ensemble de la filiation de Pontigny avec celle de Clairvaux en 1221. On ne sait s’il fut présent à Pontigny lors de l’inhumation de sa mère, Adèle de Champagne, en 1206.
Saint Louis accorda, en 1242, un vidimus de l’acte d’association entre Pontigny et Érard de Brienne et, en 1248 renouvela les privilèges de son grand-père. Il était venu en pèlerinage à Pontigny le lundi de Pentecôte de l’année précédente, avec sa mère, pour marquer la canonisation de saint Edme d’Abingdon . Philippe III amortit une rente à Malay-le-Vicomte en 1278.
Philippe IV le Bel vidime la vente à Pontigny par Jeanne, comtesse l’Alençon, d’une rente de cent livres, en 1287, approuve, en 1289, le droit de garde sur l’abbaye par Marguerite, reine de Sicile et comtesse de Tonnerre, confirme en 1294 l’acquisition de la moitié des villages de Montigny, de Merry et de Souilly, confirme les acquisitions de l’abbaye en 1295, confirme les droits des religieux en 1304.
Louis X vidime un accord entre les cisterciens et les habitants de Sormery en 1315. Charles IV confirme au duc de Bourgogne, en tant que comte de Tonnerre, le droit de garde de l’abbaye, ainsi que d’autres actes de ses prédécesseurs, passant à Pontigny en août 1322.
Philippe VI facilite le paiement d’une rente par un acte daté de 1349, à Pontigny, le roi et les princes ayant quitté Paris à cause de la grande peste, ce qui sera confirmé par Jean II en 1351. En 1380, Charles V concède l’amortissement gratuit d’une rente de 60 livres accordée par Amédée de Joinville. Charles VI, en 1405, accorde une autre amortissement gratuit, confirmé en 1447 par son fils Charles VII.
Entre 1477 et 1482, Louis XI, venu plusieurs fois en pèlerinage à l’abbaye, fait don d’une rente de 1 200 livres, assise à Troyes, Chablis, Château-Thierry, Provins et Châtillon-sur-Marne.
François II, Henri III et Henri IV s’impliqueront pour leur part dans la nomination des abbés commendataires de la seconde moitié du XVIe siècle.

### Rois d'Angleterre
De passage à Rouen, en mai 1131, Henri Ier imita Louis VI de France en exemptant de taxes les marchandises des moines passant sur ses terres. Entre 1154 et 1157, Henri II renouvela le mandement de son père, en présence de son chancelier Thomas Becket. En 1251, Henri III accorde une rente de vingt marcs esterlins pour faire brûler en permanence quatre cierges autour du tombeau de saint Edme, récemment canonisé et, venu à Pontigny en 1254, il y offre des dons importants. À l’occasion de la paix conclue entre l’Angleterre et la France, Édouard III, en 1361, lève le séquestre sur la rente de son prédécesseur. En 1395 encore, Richard II rappelle qu’elle doit être versée malgré la guerre.

### Comtes
La noblesse comtale fait aussi partie des bienfaiteurs importants de Pontigny, en tête desquels il faut placer les comtes de Nevers-Auxerre-Tonnerre : la notice de fondation de l’abbaye mentionne ainsi, dès les origines de l’abbaye, le soutien de Guillaume II de Nevers, présent également lors de plusieurs des toutes premières donations. À partir des années 1150, ses héritiers furent aussi des bienfaiteurs de l’abbaye, en particulier grâce à des échanges et à des dons de bois,. Le comte de Nevers Hervé IV de Donzy choisit même le monastère comme lieu de sa sépulture en 1222. Au milieu du XIIIe siècle, l’abbé de Pontigny reconnaissait que les comtes de Nevers, comme fondateurs de l’abbaye, devaient en être aussi les gardiens.
C’est donc bien une tradition fautive qui donne comme fondateurs à Pontigny les comtes de Champagne, et plus précisément Thibaud II le Grand, qu’il s’agisse de l’implantation du monastère – Thibaud n’entra en fonction que dix ans plus tard – ou de sa construction : les archives de l’abbaye ne montrent qu’un intérêt limité du comte qui, contrairement à l’affirmation transmise par Vincent de Beauvais, n’a pas été inhumé à Pontigny. C’est avec ses enfants que semble se dessiner un intérêt un peu plus marqué pour la deuxième fille de Cîteaux, Henri le Libéral accordant six actes pour Pontigny, et Adèle, troisième épouse de Louis VII, choisissant l’abbaye comme lieu de sépulture, sans aucun acte particulier de donation qui soit connu.
Il convient d’ajouter aux bienfaiteurs de rang comtal les titulaires des comtés de Bar-sur-Seine, au milieu du XIIe siècle,,,, ceux de Joigny, à partir des années 1180,, et, de manière plus anecdotique, un comte d’Evreux ou un comte de Flandre.

### Papes et évêques
Les autorités religieuses soutiennent aussi, naturellement, la deuxième fille de Cîteaux : la plus ancienne confirmation pontificale connue est donnée par le pape Innocent II, en 1139. De nombreuses autres suivront au cours du Moyen Âge, dont plus d’une centaine sont conservées sous forme d’originaux, émanant de ses successeurs Adrien IV, Alexandre III, Lucius III, Célestin III, Innocent III, Honorius III, Grégoire IX, Innocent IV, Alexandre IV, Urbain IV, Clément IV, Grégoire X, Martin IV, Nicolas IV, Boniface VIII, Benoît XI, Clément V, Jean XXII, Benoît XII, Martin IV, Paul III, Pie IV, Innocent XI ou Clément XI .
Les évêques sont parmi les premiers à favoriser le développement de Pontigny : ceux d'Auxerre, dans le diocèse duquel se trouvait l’abbaye, mais aussi ceux de Sens, de Langres et de Troyes, dont les évêchés sont tous voisins. Pour l’évêché d’Auxerre, on peut retenir les noms de Humbaud, qui installa les cisterciens dans son diocèse, Hugues de Montaigu,,, Hugues de Mâcon, premier abbé de Pontigny,,, Alain de Larivour,, et Guillaume de Seignelay,, qui y fut inhumé ; pour le siège archiépiscopal de Sens, Henri Sanglier,,, Hugues de Toucy,,, Guillaume aux Blanches Mains, et Guy de Noyers,, ; pour Langres, les évêques Joceran, Geoffroy de la Roche-Vanneau,,, Manassès,, Garnier, et Robert ; pour le diocèse de Troyes, Hatton,, Henri de Carinthie,,, Matthieu, Manassès,,, et Hervé,.
L’expansion de Pontigny fait intervenir aussi les prélats de Paris, Thibaud et Maurice de Sully, ; de Rouen, Gautier, Robert et Thibaud ; Jean de Poitiers ; Guillaume de Bourges, ancien moine pontigniacien ; Pierre d'Arras, ancien supérieur de l’abbaye ; l’irlandais Gautier d'Ossory ; en Angleterre, les évêques Gautier de Norwich et Richard de Chichester ; les archevêques de Cantorbéry, comme Etienne Langton, saint Edme d’Abingdon, et Boniface de Savoie qui envisagea d’être inhumé dans l’abbaye s’il mourrait sur le continent.

## Temporel

### Formation du temporel agricole
Grâce aux solides protections de la noblesse comme des évêques, et tout autant, sinon davantage, aux donations de petits seigneurs locaux conservées dans des chartes originales ou copiées dans les cartulaires de l’abbaye, il est possible de suivre avec précision l’implantation territoriale du monastère aux XIIe et XIIIe siècles. Le temporel du monastère se constitua peu à peu autour de l’abbaye, avec des extensions en forêt d’Othe au nord et sur le plateau du Tonnerrois au sud. Dès 1138, apparaît une organisation autour de centres d’exploitation agricole, les « granges », qui structurent peu à peu l’ensemble des possessions cisterciennes. Une douzaine de granges, gérées par les frères convers, sont ainsi mentionnées dans la documentation médiévale, ainsi que plusieurs celliers et des maisons de ville, notamment pour le commerce du vin.
Champs, prés et forêts constituent l’essentiel des dons des premières décennies, auxquels s’ajoutent, à la fin du XIIe siècle, des terres viticoles, tout particulièrement à Chablis. Des échanges permettent aux moines de mieux structurer leurs propriétés et, dans le courant du XIIIe siècle, quelques achats achèvent de donner aux domaines une forte cohérence géographique.

### Autres activités économiques
À côté des productions agricoles, dès les premières décennies de l’abbaye, on trouve des indices d’autres activités économiques qui dureront des siècles : l’exploitation de mines de fer, au nord et, à proximité du monastère, de carrières d’argile fournissant la matière première de briques, de carreaux de pavement et, jusqu’à nos jours, de tuiles.
Quant à l’utilisation de l’eau par les cisterciens de Pontigny, elle est bien attestée par l’existence d’un importante dérivation du Serein passant dans l’enceinte de l’abbaye, par la gestion de moulins et la possession de droits de pêche sur ce même cours d’eau et sur l’Armançon.

### Implantations des domaines
Ainsi, d’après les cartes élaborées par Christophe Wissenberg, le patrimoine de l’abbaye de Pontigny, au Moyen Âge, comprenait les implantations suivantes :

#### Granges

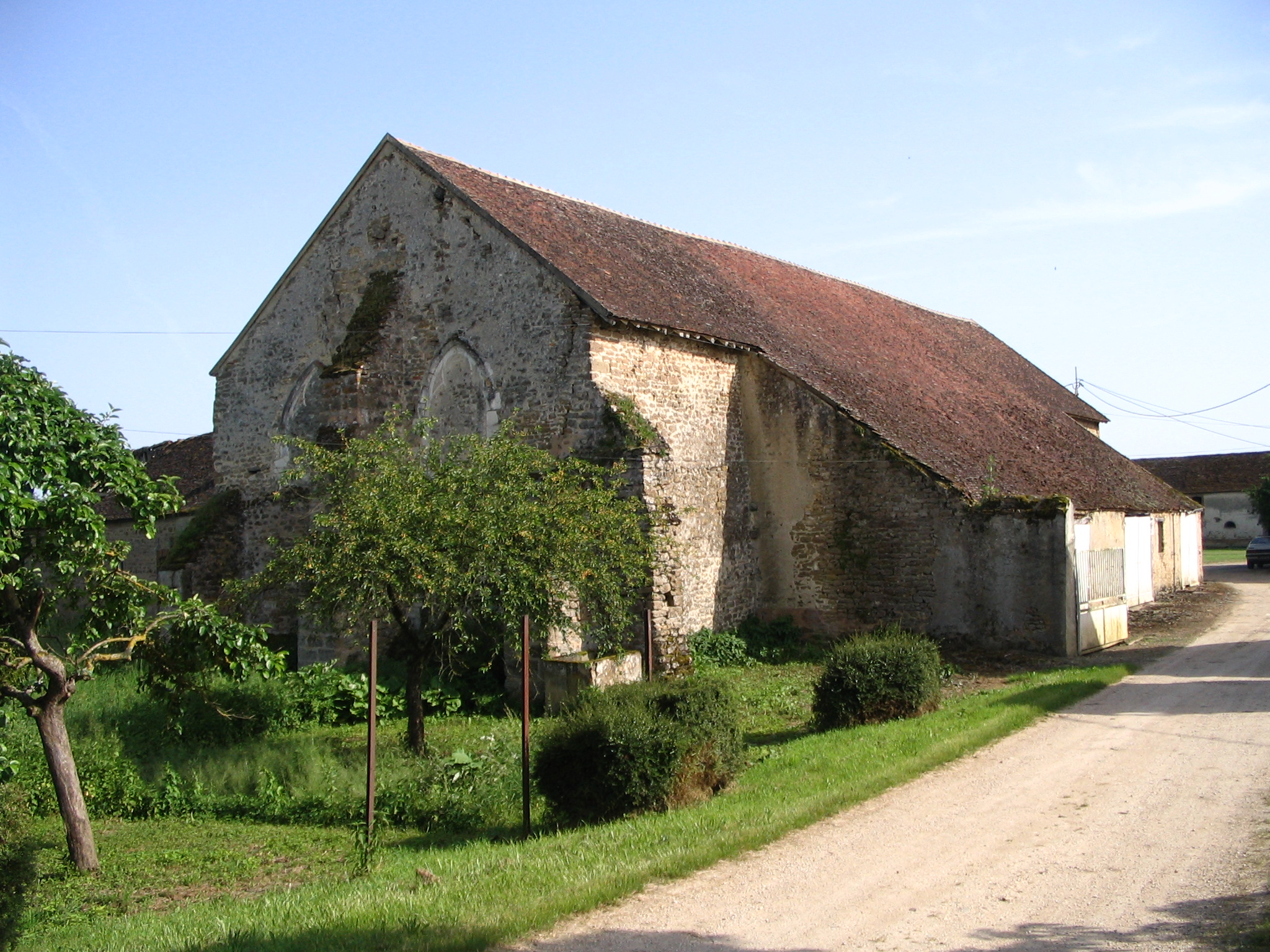
La grange cistercienne de Crécy (commune de Saint-Florentin).

- Bœurs-en-Othe (Yonne, cant. Cerisiers)
- Sévy (Yonne, cant. Cerisiers, comm. Bœurs-en-Othe, hameau)
- Chailley (Yonne, cant. Brienon-sur-Armançon)
- Champtrouvé (Yonne, cant. Saint-Florentin, comm. Germigny, lieu détruit)
- Crécy (Yonne, comm. Saint-Florentin, ferme)
- Sainte-Procaire (Yonne, cant. Ligny-le-Châtel, comm. Pontigny, ferme)
- Le Beugnon (Yonne, cant. Ligny-le-Châtel, comm. Pontigny, ferme)
- Beauvais (Yonne, cant. Ligny-le-Châtel, comm. Venouse, ferme)
- Fouchères (Yonne, cant. Ligny-le-Châtel, comm. Montigny-la-Resle, lieu détruit)
- Aigremont (Yonne, cant. Chablis)
- Villiers-la-Grange (Yonne, cant. Noyers, comm. Grimault, hameau)
- Loron (Yonne, comm. Courson-les-Carrières, hameau de Laurent)

#### Maison urbaines
- Paris
- Provins (Seine-et-Marne, ch.-l. arr.)
- Troyes (plusieurs) (Aube, ch.-l. dép.)
- Sens (plusieurs) (Yonne, ch.-l. arr.)
- Malay-le-Grand (Yonne, cant. Sens-Sud-Est)
- Ligny-le-Châtel (Yonne, ch.-l. cant.)
- Tonnerre (plusieurs) (Yonne, ch.-l. cant.)
- Chablis (Yonne, ch.-l. cant.)
- Auxerre (Yonne, ch.-l. dép.)
- Dijon (Côte-d'Or, ch.-l. dép.)

#### Celliers
- Junay (Yonne, cant. Tonnerre)
- Lignorelles (Yonne, cant. Ligny-le-Châtel)
- Chablis (Yonne, ch.-l. cant.)
- Saint-Bris (Yonne, cant. Auxerre-Est, comm. Saint-Bris-le-Vineux)
- Viviers  (Yonne, cant. Tonnerre)

#### Principaux moulins
- Frécambault, sur l’Armançon (Yonne, cant. Saint-Florentin, comm. Vergigny, lieu détruit)
- Flogny, sur l’Armançon (Yonne, comm. Flogny-La Chapelle)
- Revisy, sur le Serein (Yonne, cant. Saint-Florentin, comm. Vergigny, lieu détruit)
- Moulin d'Héry, Gué du Fer, sur le Serein (Yonne, cant. Seignelay, comm. Héry)[Note 1]

### Évolution de la gestion
À partir du XIIIe siècle, les donations sont de plus en plus constituées de rentes, diminuant la part des ressources provenant du travail des religieux. Au siècle suivant, alors que les cisterciens deviennent moins nombreux, des granges sont peu à peu confiées à des laïcs moyennant des redevances en nature et en numéraire.
Au début du XVIIIe siècle, tout faire-valoir direct des granges a disparu, certaines exploitations agricoles sont divisées en plusieurs métairies, et l’ensemble est exploité par des fermiers. D’autres granges ont donné naissance à des villages dont la communauté monastique restent souvent le seigneur. Les principales forêts et vignes sont toujours exploitées sous la direction des moines jusqu’à la Révolution française : les unes deviendront alors domaniales, les autres enrichiront le vignoble chablisien.

## Hôtes de marque
Les capacités économiques du monastère lui permettaient de tenir une hôtellerie aux capacités sans doute importantes. Si Pontigny, comme toute abbaye cistercienne, se devait d’accueillir toutes les personnes de passage, conformément à la règle de saint Benoît, certains hôtes prestigieux ont marqué l’histoire du monastère.

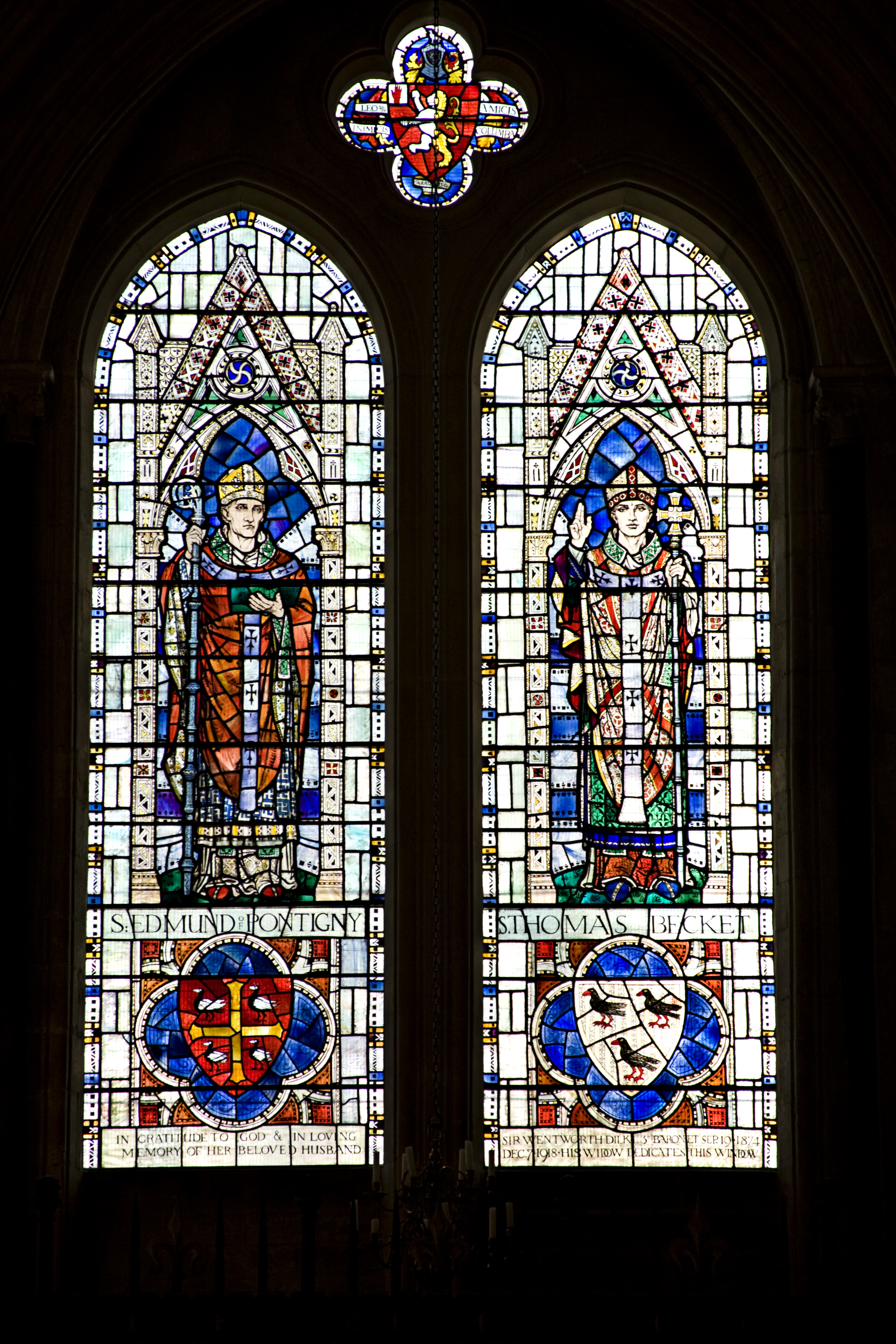
Saints Edme d’Abingdon et Thomas Becket (vitrail de la cathédrale de Chichester).

### Saint Thomas Becket, archevêque de Cantorbéry
Le plus internationalement connu est sans doute l'archevêque de Cantorbéry et primat d'Angleterre Thomas Becket qui, à la suite du violent conflit qui l’opposa au roi Henri II Plantagenêt, se réfugia à l'abbaye de 1164 à 1166. Quatre ans plus tard, le prélat anglais mourut assassiné dans sa cathédrale, et Pontigny devait plus tard se féliciter d’avoir donné l’asile à un futur martyr.

### Adèle de Champagne, reine de France
En 1204, la reine Adèle de Champagne, mère de Philippe Auguste, se fit confirmer par le pape Innocent III la possibilité d’être enterrée à Pontigny. L’année suivante, elle fut reçue dans l'enceinte du monastère, entendit un sermon dans le chapitre, prit part à une procession dans le cloître, prit ses repas et passa deux nuits dans l'infirmerie avec plusieurs de ses dames de compagnie : l’abbé de Pontigny fut sévèrement puni par le Chapitre général pour avoir permis une telle intrusion de femmes dans la clôture. Cependant, après sa mort survenue en 1206 à Paris, la reine Adèle fut bel et bien inhumée dans l’abbaye où son tombeau existait encore au XVIIe siècle. Il est aujourd'hui marqué par des fleurs de lys et une croix sur le pavement du sanctuaire.

### Étienne Langton, théologien, archevêque de Cantorbéry
Étienne Langton assista-t-il aux funérailles d’Adèle de Champagne ? Rien ne peut le prouver. Mais sans doute ce grand théologien d’origine anglaise en eut-il connaissance, puisqu’il enseignait alors dans la capitale capétienne lorsqu’il fut nommé cardinal, puis élu archevêque de Cantorbéry. Consacré par le pape en 1207 malgré l’opposition du roi Jean sans Terre, il se vit refuser l’accès à l’Angleterre et c’est dans l’abbaye de Pontigny, à l’image de son prédécesseur Thomas Becket, qu’il choisit de s’exiler pendant six années. Rentré finalement à Cantorbéry en juillet 1213, après une longue dispute entre Rome et l’Angleterre, Langton eut un rôle politique important dans la rédaction de la Magna Carta, et il sut remercier l’abbaye cistercienne de l’avoir hébergé en lui attribuant une rente généreuse.
En revanche, l'affirmation suivant laquelle la Magna carta elle-même aurait été rédigée à Pontigny, pour répandue qu'elle soit dans les milieux francophones, est vivement réfutée par les historiens modernes, en particulier britanniques.

### Saint Edme d’Abingdon, archevêque de Cantorbéry

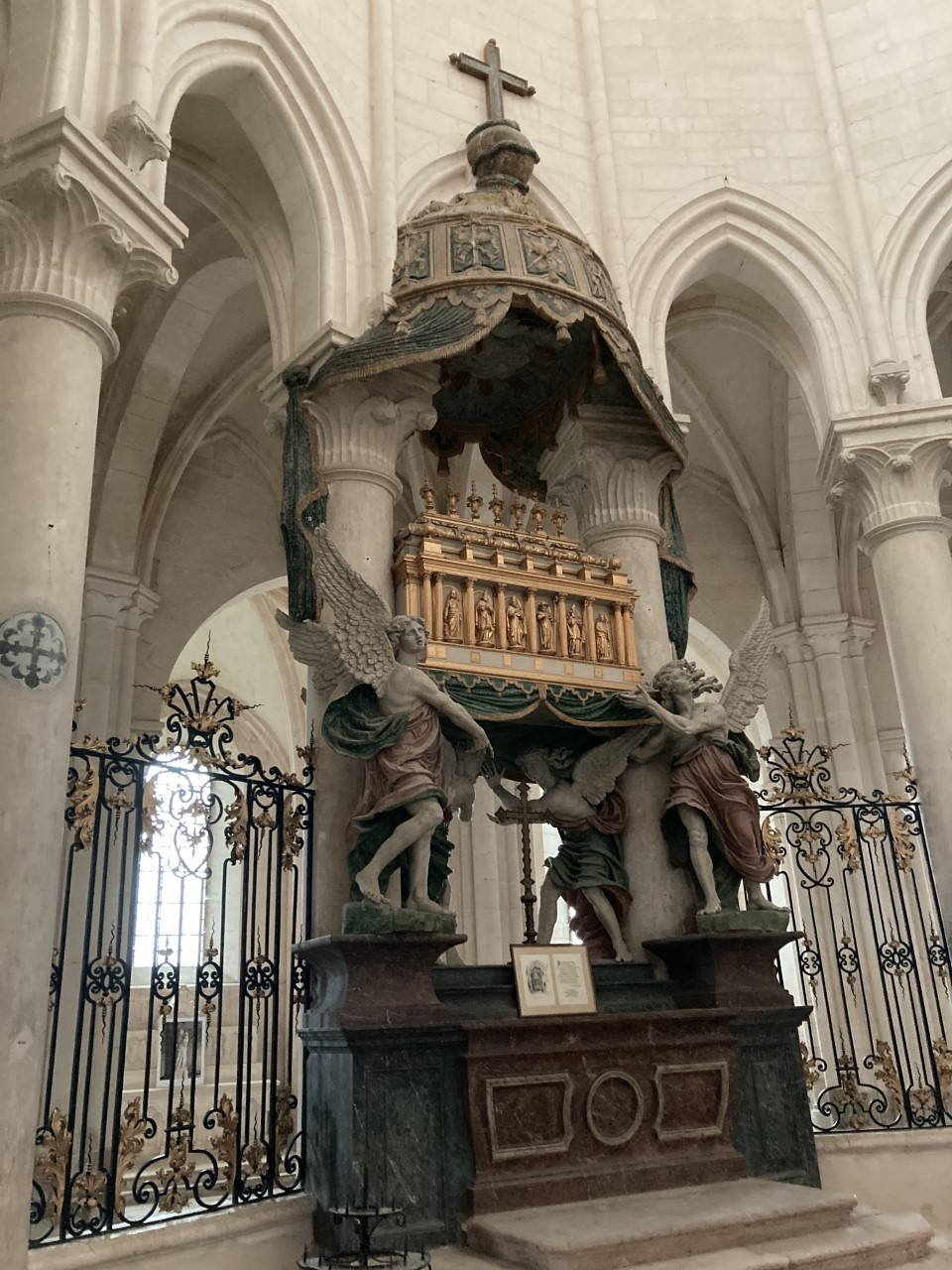
Châsse et autel de saint Edme datant de 1749. L'escalier menant au reliquaire a été supprimé en 1957.

Celui qui allait prendre une importance considérable dans l’histoire de l’abbaye, au point de voir son nom y être définitivement conjoint, fut sans aucun doute saint Edmond d’Abingdon (ou Edme). Lui aussi archevêque de Cantorbéry, il augmenta la rente offerte par son prédécesseur Étienne Langton, très probablement à l’occasion d’un séjour à Montigny effectué lors d’un de ses déplacements en France, en 1238. Si la tradition réussit très tôt à le faire passer pour un exilé dans l’abbaye cistercienne, à l’image de ses prédécesseurs, on sait aujourd'hui que Pontigny constituait en fait une halte sur son chemin pour Rome. Il arriva ainsi au monastère probablement au début du mois de novembre 1240, mais, souffrant de maladie, finit par rebrousser chemin et mourut dans le prieuré augustin de Soisy, près de Provins, le 16 novembre 1240. Son corps fut préparé pour être transporté en Angleterre, mais l’abbé de Pontigny tint à l'enterrer dans son abbaye. Plus de deux cent-cinquante récits de miracles survenus sur son tombeau, dans les deux années suivant son inhumation, attestent d’une flambée de dévotion entretenue par les moines. Une demande de reconnaissance officielle de ces miracles finit par aboutir à la rapide canonisation de l’archevêque par le pape Innocent IV, le 16 décembre 1246. Le corps du saint, très bien conservé, fit dès lors l’objet d’une vénération qui attira les pèlerins et les donateurs, grâce auxquels fut fabriquée une précieuse châsse-reliquaire de grandes dimensions. Si cette châsse semble avoir disparu à la fin du Moyen Âge, les reliques furent soigneusement préservées et permirent au culte d’être revivifié, en particulier à partir de la fin du XVIIe siècle, époque de renouveau de l'abbaye, puis à nouveau dans la seconde moitié du XIXe. C'est à cette époque que les moines ajoutèrent au titre originel de « Notre-Dame » de l’église de Pontigny, celui de « Saint-Edme ». Cette forme régionale du prénom Edmond, sous laquelle le saint anglais est connu, est particulièrement abondante dans l’onomastique bourguignonne des siècles derniers. Grâce au rôle de protecteur des enfants morts sans baptême accordé par la tradition à saint Edme, Pontigny est à mettre au rang des grands sanctuaires de la période moderne.

## Communauté monastique
La documentation historique donne assez peu de renseignements sur la composition de la communauté monastique de Pontigny au Moyen Âge. On peut cependant repérer dans les chartes, en particulier au milieu du XIIe siècle, quelques noms de moines et de convers (avec parfois l’indication leur fonction).

### Liste des abbés
Les religieux dont on connaît le mieux les noms sont les abbés, dont une liste assez précise a pu être établie. Certains d’entre eux, appelés à de plus hautes fonctions, devinrent abbés de Cîteaux, évêques, archevêques ou cardinaux : cela semble être le reflet des grandes capacités de plusieurs supérieurs de l’abbaye.

### Une communauté importante auxXIIeetXIIIesiècles
La vie quotidienne des religieux de Pontigny au milieu du XIIIe siècle est en partie connue grâce à une collection de lettres qui évoquent toutes les questions concernant les relations extérieures de l’abbaye.
Le nombre de religieux de l’abbaye est impossible à préciser pour le Moyen Âge central. La mention, en 1157, d’une cinquantaine de moines prêtres « alors que le nombre des autres moines non prêtres était bien plus important » ne peut être interprétée de façon absolument claire. Elle indique cependant déjà une importante communauté qui doit essaimer en fondant ou en s’affiliant plusieurs dizaines d’abbayes-filles. On peut proposer comme un ordre de grandeur approximatif, pour la période sans doute la plus faste de la fin du XIIe siècle et du début du XIIIe siècle, un effectif d’une centaine de moines et de deux à trois cents frères convers, si l’on se réfère aux rares données chiffrées d’établissements de taille comparable.

### Filiation
L’importance de la communauté de Pontigny se traduit aussi par le nombre de ses fondations et affiliations. L’abbaye essaima avec une filiation assurée de 43 abbayes-filles, constituant un réseau développé sur le territoire actuel de la France, mais aussi en Italie, en Hongrie et jusqu’en Roumanie.
Nom, date traditionnelle de fondation ou d'affiliation, diocèse de fondation, localisation actuelle :
- Pontigny, 1114, diocèse d'Auxerre (Pontigny, Yonne, France)
  - Bourras, 1119, diocèse d'Auxerre (Saint-Malo-en-Donziois, Nièvre, France)
    - Chalivoy, 1138, diocèse de Bourges (Herry, Cher, France)

  - Cadouin, 1119, diocèse de Sarlat (Dordogne, France)
    - Gondon (Saint-Pierre de), 1123, diocèse d'Agen (Monbahus, Lot-et-Garonne, France)
      - Fontguilhem, 1147, diocèse de Bazas (Masseilles, Gironde, France)

    - Bonnevaux, 1124, diocèse de Poitiers (Marçay, Vienne, France)
    - Ardorel, 1147, diocèse d'Albi (Payrin-Augmontel, Tarn, France)
      - Jau, 1162, diocèse d'Elne (Mosset, Pyrénées-Orientales, France)

    - La Faise, 1147, diocèse de Bordeaux (Les Artigues-de-Lussac, Gironde, France)
    - Saint-Marcel, 1175, diocèse de Cahors (Réalville, Tarn-et-Garonne, France)

  - Fontainejean, 1124, diocèse de Sens (Saint-Maurice-sur-Aveyron, Loiret, France)
  - Jouy, 1124, diocèse de Sens (Chenoise, Seine-et-Marne, France)
    - Bonlieu (ou "Carbon-Blanc"), 1141, diocèse de Bordeaux (Sainte-Eulalie, Gironde, France)
    - La Noë, 1144, diocèse d'Évreux (La Bonneville-sur-Iton, Eure, France)
    - Pontaut, 1151, diocèse d'Aire (Mant, Landes, France)
      - Le Rivet, 1189, diocèse de Bazas (Auros, Gironde, France)

    - Sellières, 1168, diocèse de Troyes (Romilly-sur-Seine, Aube, France)

  - Saint-Sulpice, 1133, diocèse de Belley (Thézillieu, Ain, France)
    - Falleri, 1143, diocèse de Civita Castellana (Faleri Novi, Fabrica di Roma, Viterbe, Latium, Italie)  et 
    - San Martino al Cimino, 1150, diocèse de Viterbe (Viterbe, Latium, Italie) 
    - Bons (?), 1155, diocèse de Belley (Chazey-Bons, Ain, France)
    - Chassagne, 1162, diocèse de Lyon (Crans, Ain, France)
    - Saint-Sébastien-hors-les-Murs, 1171, diocèse de Rome (Rome, Italie) 

  - Quincy, 1133, diocèse de Langres (Commissey, Yonne, France)
  - Chaalis, 1136, diocèse de Senlis (Fontaine-Chaalis, Oise, France)
    - Merci-Dieu, 1151, diocèse de Poitiers (La Roche-Posay, Vienne, France)

  - Les Roches, 1137, diocèse d'Auxerre (Cosne-sur-Loire, Nièvre, France)
  - Cercamps, 1141, diocèse d'Amiens (Frévent, Pas-de-Calais, France)
  - L'Estrée, 1145, diocèse d'Évreux (Muzy, Eure, France)
  - L'Étoile, 1145, diocèse de Poitiers (Archigny, Vienne, France)
  - Trizay, 1145, diocèse de Poitiers (Saint-Vincent-Puymaufrais, Vendée, France)
  - Notre-Dame-de-Ré, dite des Châteliers, 1156, diocèse de Saintes (Saint-Martin-de-Ré, Charente-Maritime, France)
  - Dalon, 1162, diocèse de Limoges (Saint-Saut-Lacoussière, Dordogne, France)
    - Bonlieu (Limousin), 1162, diocèse de Limoges (Peyrat-la-Nonière, Creuse, France)
    - Abbaye Notre-Dame de Bœuil, 1162, diocèse de Limoges (Veyrac, Haute-Vienne, France)
      - Abbaye Saint-Léonard des Chaumes, 1168, diocèse de Saintes (Dompierre-sur-Mer, Charente-Maritime, France)

    - Loc-Dieu, 1162, diocèse de Rodez (Martiel, Aveyron, France)
    - Aubignac, 1162, diocèse de Bourges (Saint-Sébastien, Creuse, France)
    - Prébenoît, 1162, diocèse de Limoges (Bétête, Creuse, France)
    - Le Palais, 1162, diocèse de Limoges (Thauron, Creuse, France)

  - Le Pin, 1163, diocèse de Poitiers (Béruges, Vienne, France)
  - Igriș / Egres / Egresch, 1179, diocèse de Csanád (Sânpetru Mare, judet de Timiș, Roumanie)
    - Cârța (Kerc ou Kerz), diocèse de Transylvanie, 1202, (judet de Sibiu, Roumanie)
    - Vérteskeresztúr, 1214, diocèse de Veszprém (Bokod, Komárom-Estergom, Hongrie)

### La fin du Moyen Âge et la période moderne
À partir de la première moitié du XIVe siècle, quelques listes permettent de connaître le nombre de moines, lequel tourne alors autour d’une trentaine. Mais il semble, dès les années 1360 et jusqu’à la fin des années 1780, se maintenir généralement entre 15 et 20 religieux, alors qu’un maximum avait été fixé, en 1561, à 31 moines et novices.
Les cahiers de vêture, conservés depuis 1688 et jusqu’à la dispersion des moines. permettent de connaître en général l’âge et l’origine géographique des novices, ainsi que l’abbaye de leur profession : Pontigny, en effet, servait alors de noviciat commun à plusieurs maisons. En 1720, l'abbé Pierre de Calvairac appelle à Pontigny dom Robinet, résidant à l'abbaye de Chaalis, afin que celui-ci élabore le cartulaire de l'abbaye.
En 1708, "il a été fait une tribune neuve pour placer une orgue dont le positif est fait et placé". Le grand orgue, provenant de Saint-Pierre-au-Mont de Châlons-en-Champagne, n'est installé que vers 1771-1773 par le facteur Jean Richard.
Le 21 mai 1790, après l'interdiction par la Constituante des ordres monastiques, la communauté de la deuxième fille de Cîteaux était composée de vingt-trois prêtres moines et de deux frères convers, lesquels durent quitter l’abbaye après les décrets concernant les ordres monastiques. Ils étaient âgés de 29 à 80 ans, dont le fameux abbé bibliophile Jean Depaquy.
Outre le destin du dernier abbé, Jean Depaquy, on ne connaît que partiellement celui de quelques moines : Louis-Henri Meulan d’Oisonville devient aumônier du bataillon de volontaires au district de Saint-Florentin jusqu’en 1793 ; François Mirey se retira près de Cosne-sur-Loire ; Gaspard Potherat de Corbière devient vicaire puis officier public à Neuvy-Sautour en 1792. François-Nicolas Robert est ministre du culte à Villy en 1797 ; déporté à l’île de Ré en 1798, il revient desservir Pontigny jusqu’à sa mort, en 1821. Selon certains, Simon Depaquy (ou Depaquit) s’établit à Chablis, où il fonda un domaine viticole. Selon d'autres, il s'établit à Saint-Florentin où il transcrivit en trois volumes in-quarto tous les titres anciens et récents de l'abbaye, qui se trouvaient aux archives de la ville, écrivant également des notes historiques sur la maladrerie, l'hôtel-dieu, l'hospice et autres institutions charitables. Avant la Révolution, Simon Depaquit avait déjà transcrit une partie du cartulaire établi, à partir de 1720, par dom Robinet, à la demande de Pierre de Calvairac ; remplissant de sa main quatre volumes in-8°, il avait écrit des notices sur les abbés et sur les bienfaiteurs depuis 1119, sur la filiation de l'ordre et sur d'autres documents se rapportant à l'histoire de l'abbaye.

Blason de Pontigny.

### Armoiries
Depuis le début du XVIe siècle, l’abbaye de Pontigny a porté « d’azur au pont d’argent, surmonté d’un arbre portant un oiseau dans son nid au naturel, accosté de deux fleurs de lis d’or ». Ces armoiries parlantes (« Pont au nid ») ont été reprises par la commune de Pontigny.

## Bibliothèque
Au XIIIe siècle, l’abbaye de Pontigny possédait, avec celles de Clairvaux et de Cîteaux, l’une des trois plus importantes bibliothèques cisterciennes d’Europe.

### Les manuscrits du Moyen Âge

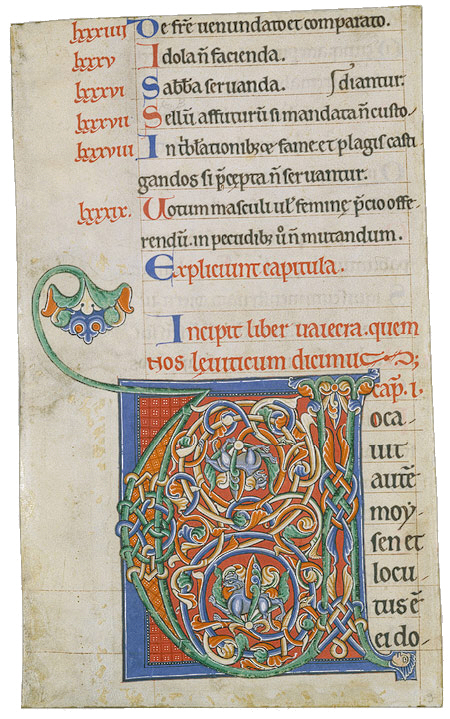
Initiale V ornée du Lévitique, fragment de la première grande Bible de Pontigny (vers 1180-1190), ms 1999.364.2., New York, Metropolitan Museum of Art.

Vers les années 1140, Pontigny semble être la première abbaye à élaborer une collection des œuvres complètes de saint Augustin, suivie peu après en cela par Clairvaux.
Entre 1165 et 1174, les textes conservés dans le monastère font l’objet d’un catalogue encore conservé, qui décrit 271 manuscrits ; il s’agit d’un des plus anciens catalogues cisterciens connus. On y trouve des ouvrages de patristique et d’auteurs carolingiens, des textes rédigés dans les écoles monastiques et cathédrales, des ouvrages de scolastique, de la philosophie et des sciences, de l’histoire, des homéliaires, des recueils hagiographiques, mais aussi du droit, de la grammaire, de la politique, de la poésie, ainsi que des ouvrages liturgiques.
Naturellement, la composition de la bibliothèque de Pontigny reflète son réseau cistercien et sa proximité avec Auxerre, mais aussi l’influence du séjour de Thomas Becket, les relations avec la cour des comtes de Champagne, ou encore le passage d’Étienne Langton.
De 1135 à 1220 environ, le scriptorium de Pontigny a réalisé des dizaines de manuscrits : d’abord influencés en particulier par la production chartraine, ces manuscrits présentent, tout au long du troisième quart du XIIe siècle, un décor de style monochrome correspondant à la recherche esthétique cistercienne de formes épurées ; ensuite apparaissent des initiales polychromes, puis le style dit de Manerius, vers la fin du siècle, avant de faire appel, dans le deuxième décennie du XIIIe siècle, à des artisans non monastiques des alentours.

### La dispersion de la bibliothèque
Dès la fin du XVe siècle, et particulièrement au XVIIe siècle, des livres imprimés vinrent enrichir la bibliothèque : le catalogue rédigé en 1778 par Jean Depaquy (lequel allait devenir dix ans plus tard le dernier abbé) décrit 3832 volumes sous 2193 titres. Si la bibliothèque médiévale était exceptionnelle, la bibliothèque moderne n’était donc que d’une importance moyenne.
À la Révolution française, les manuscrits, comme la plupart des imprimés de la bibliothèque devenue propriété nationale, furent transportés au chef-lieu du département de l’Yonne, formant avec d’autres le noyau de la bibliothèque d’Auxerre ; c’est là que des aliénations officielles, en 1804, 1806 et surtout 1825, vinrent disperser des dizaines de volumes parfois vendus au poids : on retrouve ainsi aujourd’hui près de 120 manuscrits ou fragments de manuscrits provenant de la bibliothèque médiévale de Pontigny dans une vingtaine de dépôts, en France et dans une dizaine d’autres pays, de la Norvège à l’Espagne, de l’Irlande au Vatican, et sur les deux côtes des États-Unis.

## Après la Révolution française

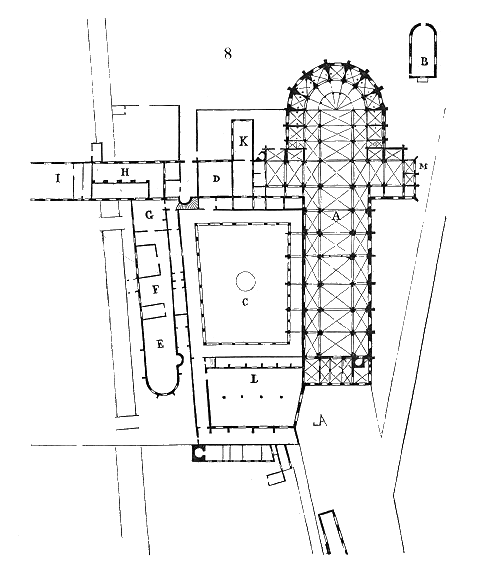
Plan de l'abbaye de Pontigny par Eugène Viollet-le-Duc (1854) dans son Dictionnaire raisonné de l'architecture française du.

En tant que propriétés ecclésiastiques, les possessions de l’abbaye de Pontigny furent mises à disposition de la Nation (décret du 2 novembre 1789) et vendues comme biens nationaux à partir de 1791. L’enclos du monastère fut acquis par des particuliers en 1792, mais l’église abbatiale fut réservée à l’usage de la commune de Pontigny, tout comme l’allée permettant d’y accéder et la galerie sud du cloître nécessaire à sa stabilité. Les autres bâtiments monastiques furent détruits jusqu’aux fondations, à l'exception notable d'une aile du cloître et du bâtiment des frères convers.
En 1842, l’archevêque de Sens, Jean-Joseph-Marie-Victoire de Cosnac, fit l’achat de l’ancien enclos abbatial et y installa l'année suivante une petite communauté de prêtres placée sous l’autorité de Jean-Baptiste Muard. Elle devint par la suite la congrégation de Saint Edme qui occupa les lieux jusqu’à son départ pour les États-Unis décidé en 1901.
Le domaine abbatial fut racheté par Paul Desjardins en 1906 ; il y organisa les célèbres Décades de Pontigny, rencontres d’écrivains, de philosophes et d’intellectuels français et européens, auxquelles participèrent, entre 1910 et 1939, des intellectuels comme André Gide, Roger Martin du Gard, André Maurois, Jacques Rivière, ou encore Jean Tardieu parmi de nombreux autres personnages. Helmut Kuhn, philosophe allemand, participa aux rencontres aussi. En tant que juif, il s'était exilé en France pour émigrer ensuite en Grande-Bretagne.
À partir de 1947, les pères de la congrégation de Saint Edme, qui s’était développée aux États-Unis, revinrent dans les locaux de l'ancienne abbaye et y dirigèrent pendant sept ans un collège franco-américain.
En 1954, la Mission de France installa son séminaire dans le domaine, après que le pape Pie XII eut érigé la paroisse de Pontigny comme prélature territoriale. Si la formation de ses prêtres s’effectue depuis 1968 en région parisienne, son statut canonique constitue de fait l'ancienne église abbatiale comme cathédrale de la Mission de France.
Entre 1968 et 2006, les anciens bâtiments accueillirent un des centres de formation de l’ADAPT où furent accueillis de nombreux stagiaires[réf. souhaitée].

### Propriété du conseil régional de Bourgogne
Acquis en 2003 par le conseil régional de Bourgogne, le domaine de l’abbaye a été rendu en partie accessible au public. Il attend une mise en valeur pour une destination culturelle qui soit cohérente avec son prestigieux passé cistercien dont l’année 2014 a fêté les 900 ans.
Cependant, les coûts d'entretien des bâtiments (environ 200 000 € annuels) sont jugés excessifs par la région Bourgogne-Franche-Comté. Aussi, en 2019, celle-ci met en vente l'ensemble des bâtiments et terrains ayant appartenu à l'abbaye, à l'exception de l'église. Le domaine est évalué à 1,8 million d'euros. Le conseil régional doit se prononcer les 10 et 11 décembre 2020 pour désigner le futur acquéreur du domaine de l’abbaye de Pontigny (9,5 hectares et 5 000 mètres carrés de bâtiments), dont il est propriétaire. L'avenir se dessine entre deux projets, celui de la fondation François Schneider, propriétaire des eaux Wattwiller, et celui de la Fraternité sacerdotale Saint-Pierre.
Pour 1 800 000 euros, le premier projet repose sur des activités touristiques, culturelles, artistiques et économiques autour du thème de la Terre. Il implique la construction d'un hôtel haut-de-gamme, d'un restaurant gastronomique, d'un centre d'art contemporain et d'un musée sur l'histoire du vignoble de Chablis. Le second projet prévoit l'aménagement d'un séminaire catholique avec salles de cours, logements et réfectoire, l'organisation de concerts, de conférences, de visites guidées, d'ateliers de chants et un festival de musique avec la restauration des grandes orgues et l'ouverture d'un jardin de simples. La fraternité propose d'acquérir le domaine pour 2 100 000 euros. La région, le maire de Pontigny et l'association des amis de Pontigny sont favorables au premier projet.
Les détracteurs du premier mettent en avant un précédent projet de François Schneider qui s'était soldé par un échec. En 1989, il avait en effet acquis le manoir de Roncemay à Chassy (Yonne), afin d'y créer un golf et un hôtel-restaurant ; il s'en était séparé quelques années plus tard, tandis que la marque de confiture haut de gamme qu'il avait créée sur les lieux avait fini liquidée en 2008. Les vergers et plantations de la propriété sont devenus des friches.
Le 11 décembre 2020, le conseil régional valide la vente à la fondation Schneider. Julien Odoul, président du groupe Rassemblement national à la Région, s'oppose fermement au projet. Les élus de la droite et du centre s'abstiennent, à l'exception d'Éric Gentis qui vote pour. La Fraternité sacerdotale Saint-Pierre n’exclut pas de porter un recours.
L’abbaye de Pontigny est une lauréate de l’appel à projets « Formes émergentes de tourisme » du fonds Tourisme durable en mai 2024, qui prévoit la « Réhabilitation de bâtiments de l’Abbaye de Pontigny afin de proposer une offre d’hébergements touristiques, un restaurant ainsi qu’un salon de thé. L’objectif est d’offrir une expérience à la fois sensitive et sensorielle du lieu et du patrimoine […] avec pour fil conducteur la ”Terre“ ».

## Patrimoine architectural

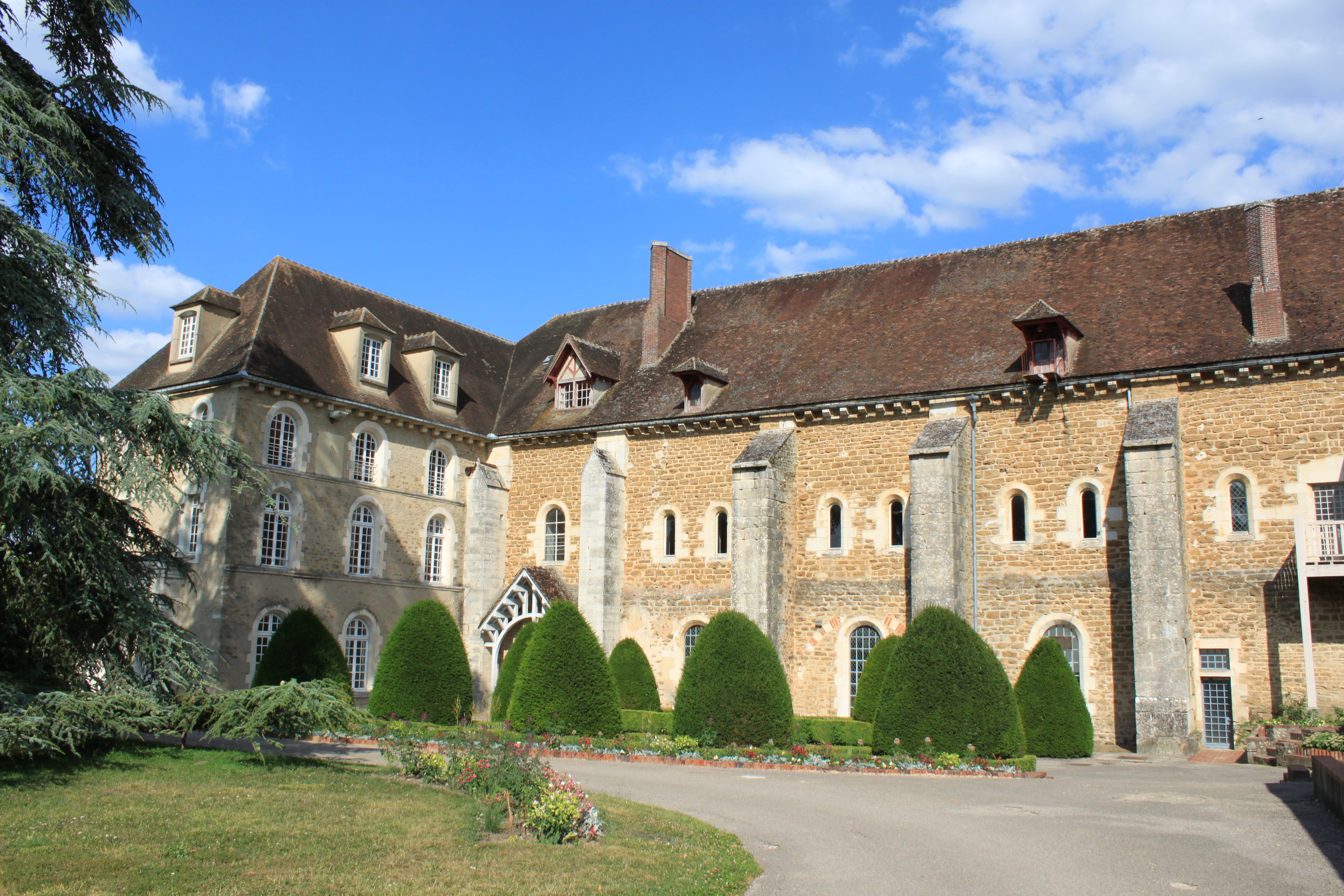
Bâtiment des frères convers fin XIIe siècle / début XIIIe siècle et aile latérale du XVIIe siècle.

L’abbaye de Pontigny possède un patrimoine architectural essentiellement médiéval, avec quelques éléments modernes.
À côté de l’ancienne abbatiale qui est la plus grande église cistercienne actuellement conservée et mérite un développement particulier (voir Abbatiale Notre-Dame-et-Saint-Edme de Pontigny), subsiste le bâtiment des convers : cette construction de 35,50 sur 14,50 m, comporte deux étages, voutés en deux nefs de six travées. Au rez-de-chaussée pouvaient se trouver le cellier de l’abbaye et, à l’étage, le dortoir des frères convers. Les phases de construction de cet édifice sont datées entre la fin du XIIe et le début du XIIIe siècle.
Dans les jardins, à l’ouest de ce bâtiment, ont été déplacées deux grandes vasques monolithes dont l’emplacement originel n’est pas connu, mais qui pouvaient faire partie d’un lavabo monumental.
Un portail classique a été remonté entre les deux vasques, et un autre contre le bâtiment des convers, probables vestiges du palais abbatial démoli après la Révolution.
La galerie sud du cloître, reconstruit au début du XVIIIe siècle, de près de 50 m de long, donne une idée de l’ampleur que devait avoir cet espace lorsqu’il était complet.
La porterie, édifiée à la période moderne, ainsi que les portails latéraux de l’avenue de l’abbaye, inscrivent dans le paysage, avec le mur d’enceinte en grande partie conservé, l’emprise de l’espace préservé que constituait le monastère cistercien.
L'église abbatiale est classée au titre des monuments historiques par la Liste de 1840; Différents bâtiments et éléments de l'abbaye sont eux classés en 1942 et 1960.

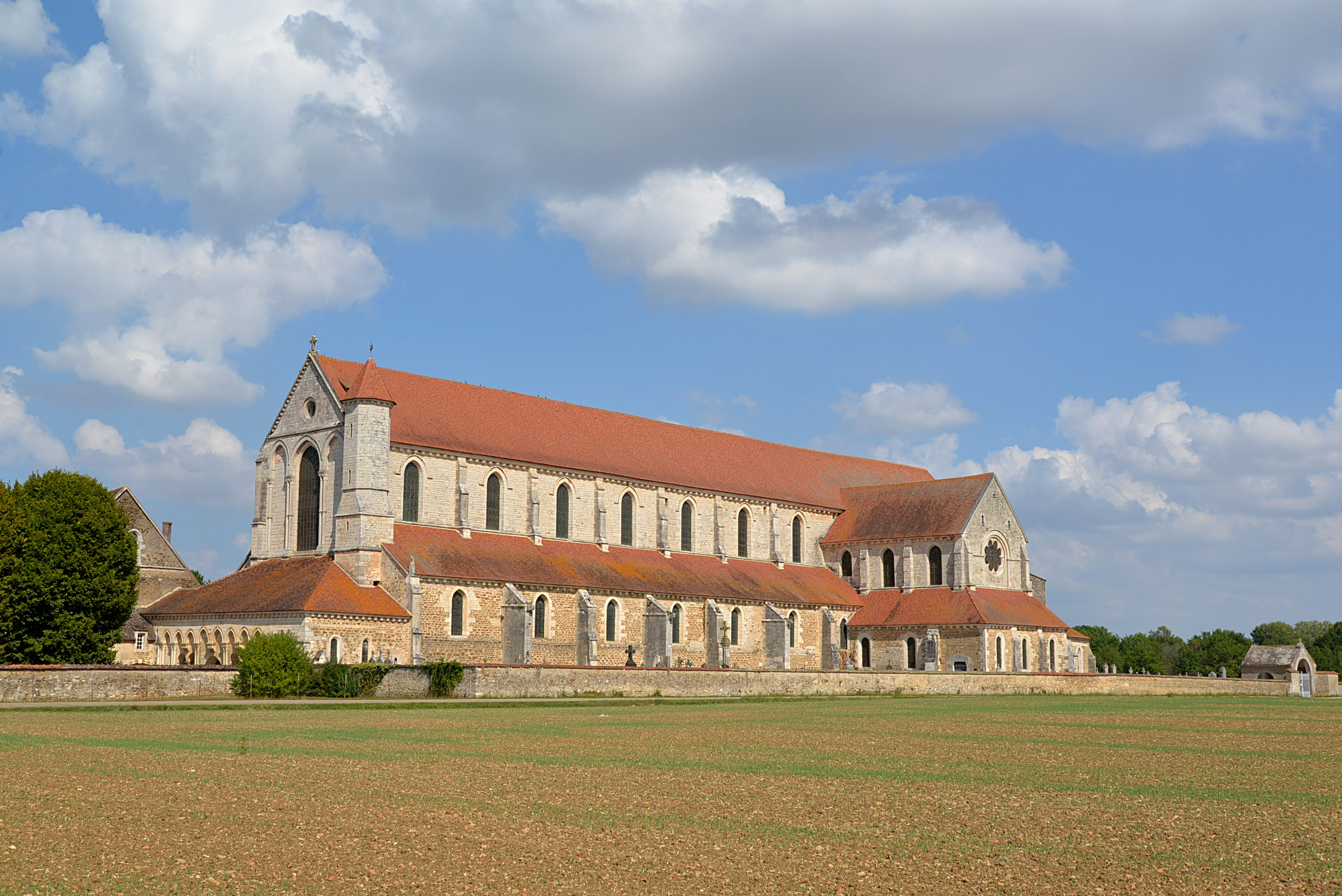
Vue nord-ouest de l'abbatiale.
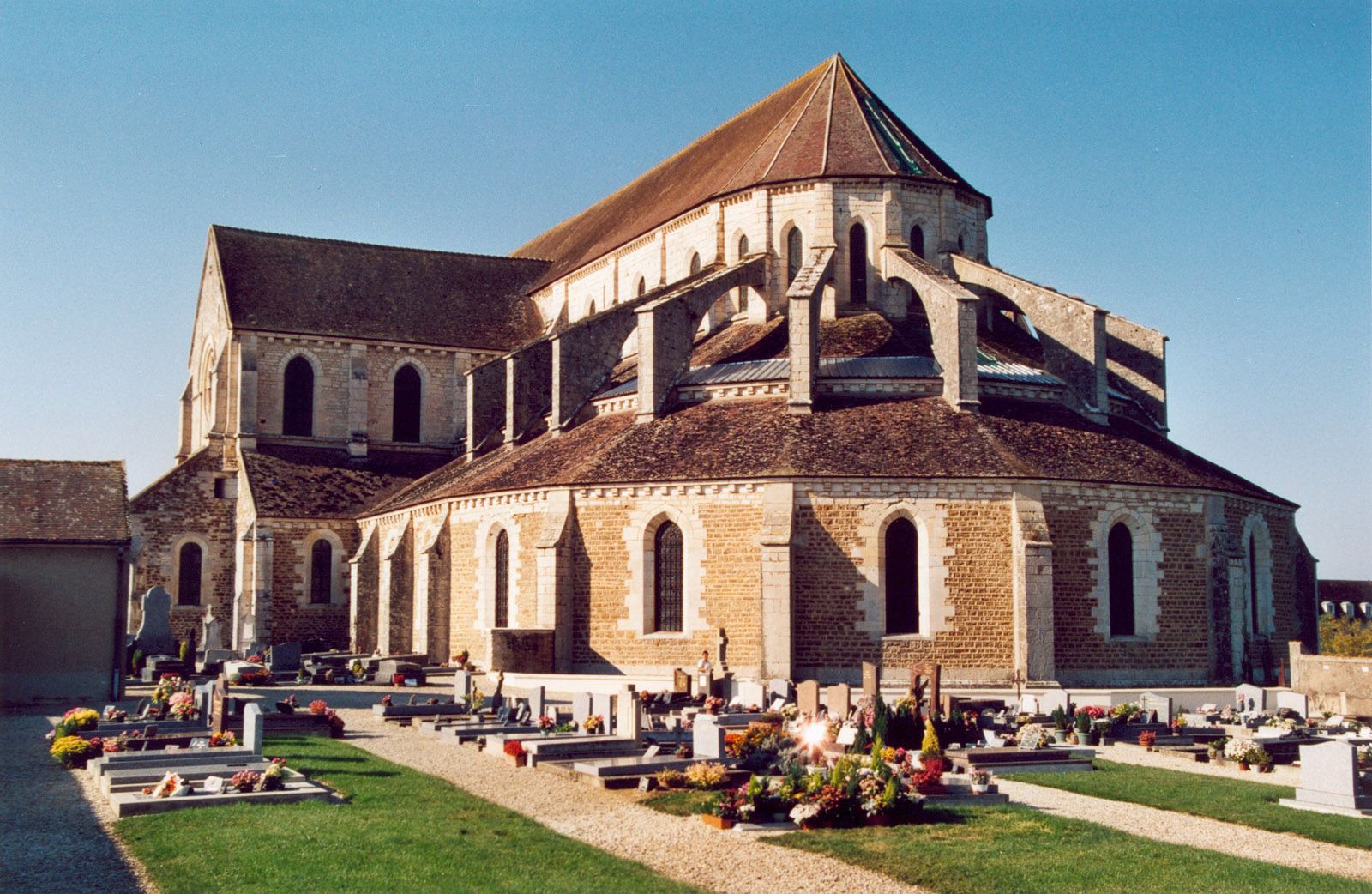
Vue du chevet de l'abbaye de Pontigny.
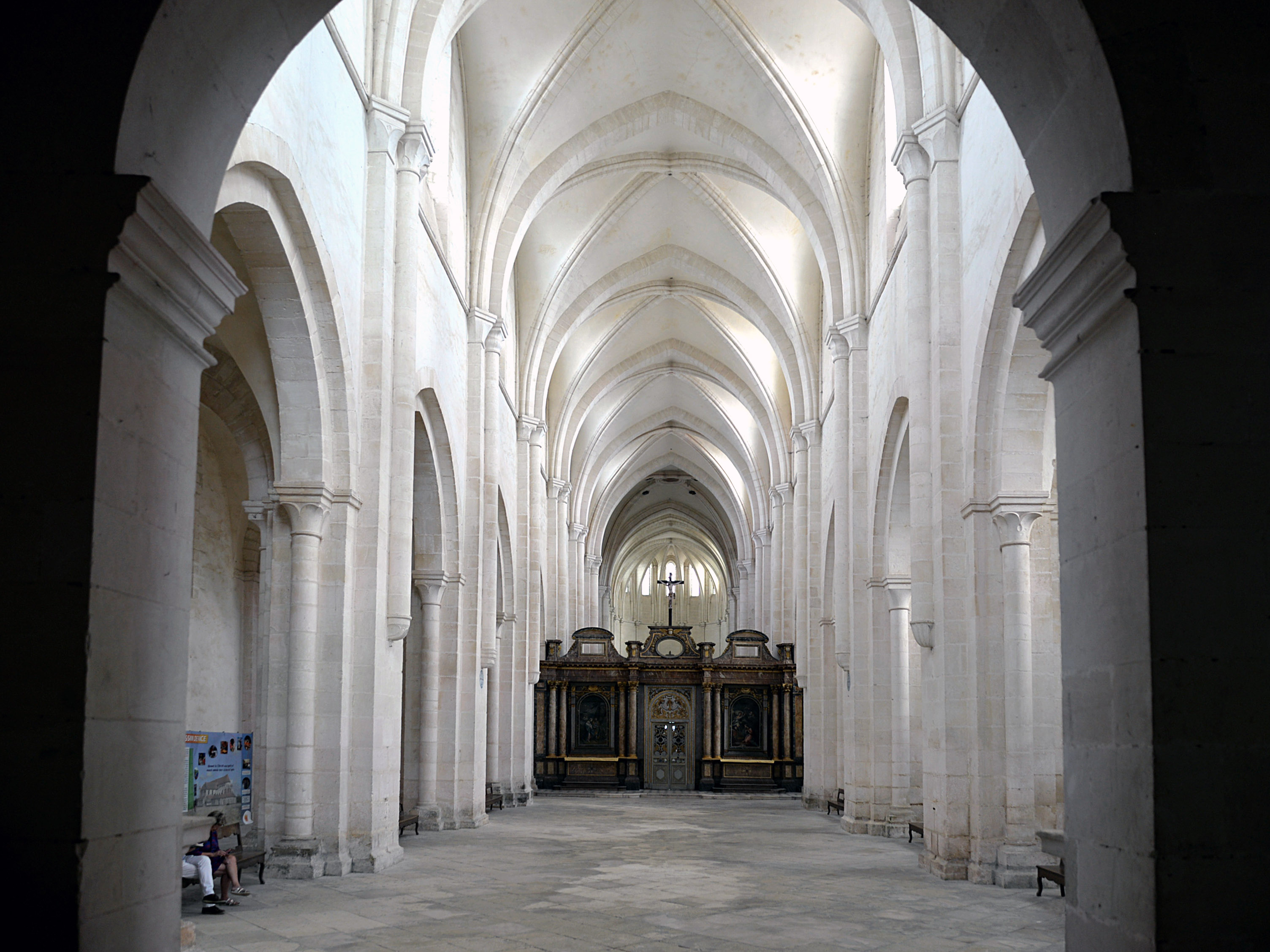
La nef de l'abbatiale.
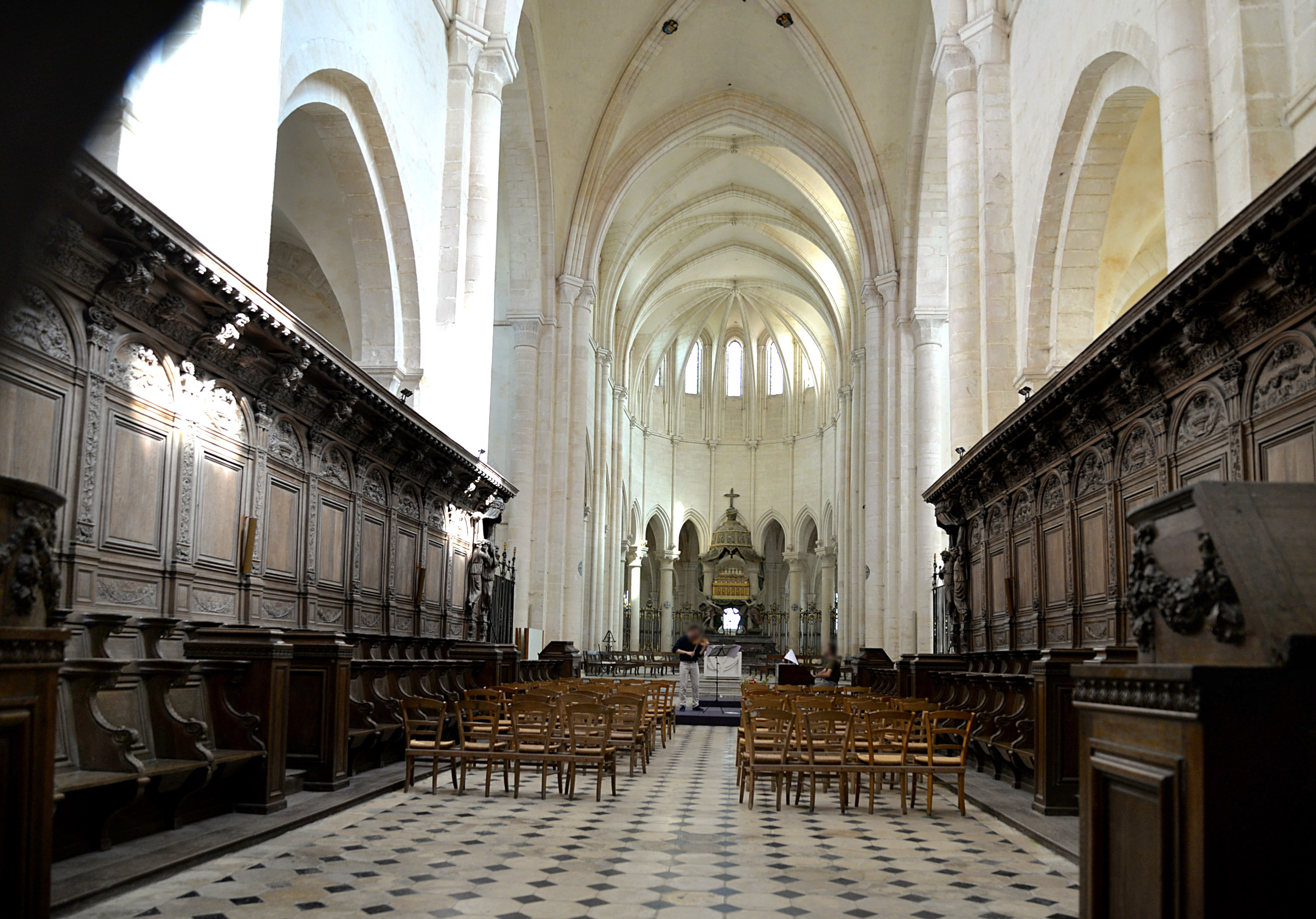
Le chœur de l'abbatiale.
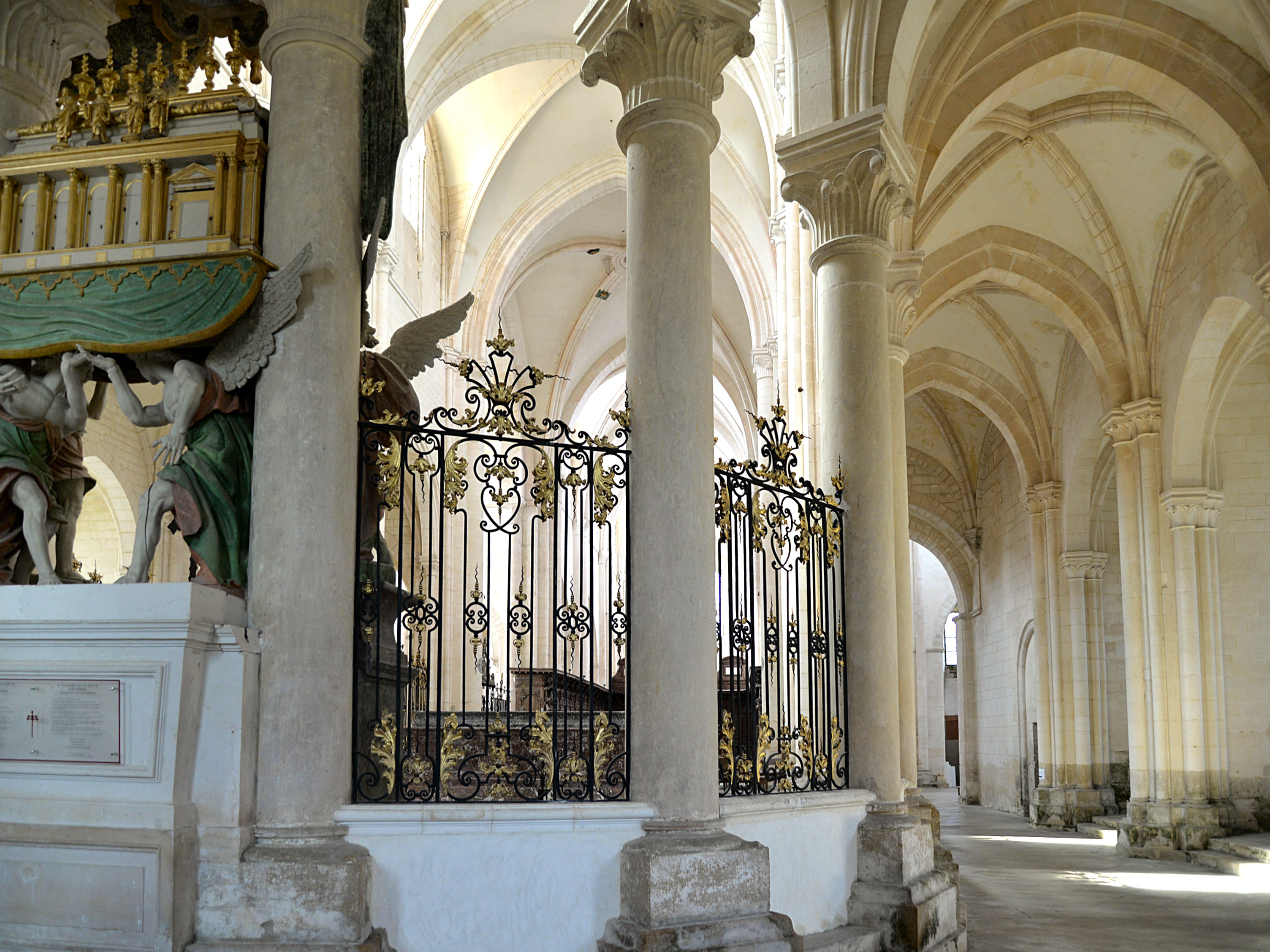
Le déambulatoire de l'abbatiale.
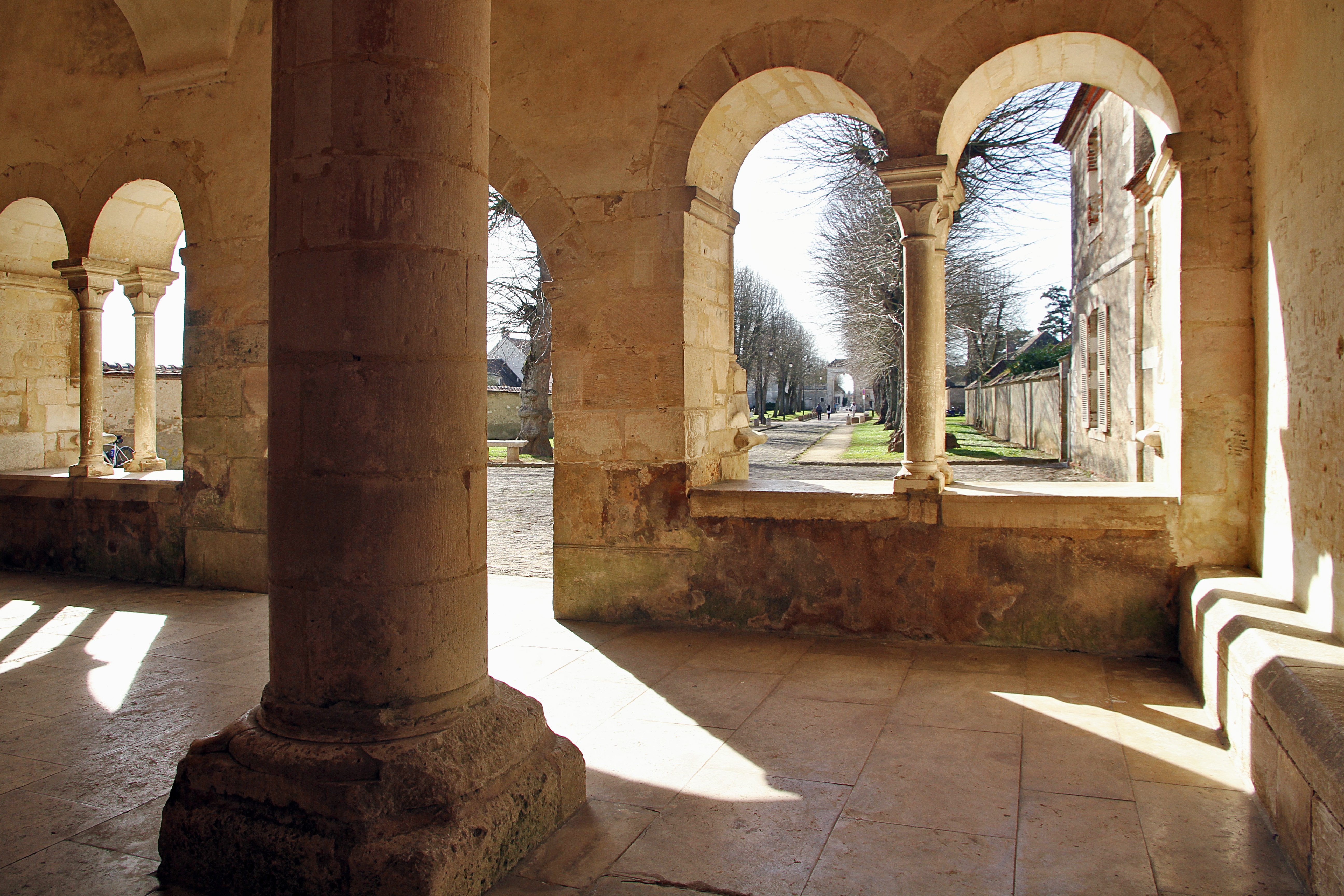
Le porche ouvert sur l'allée centrale.
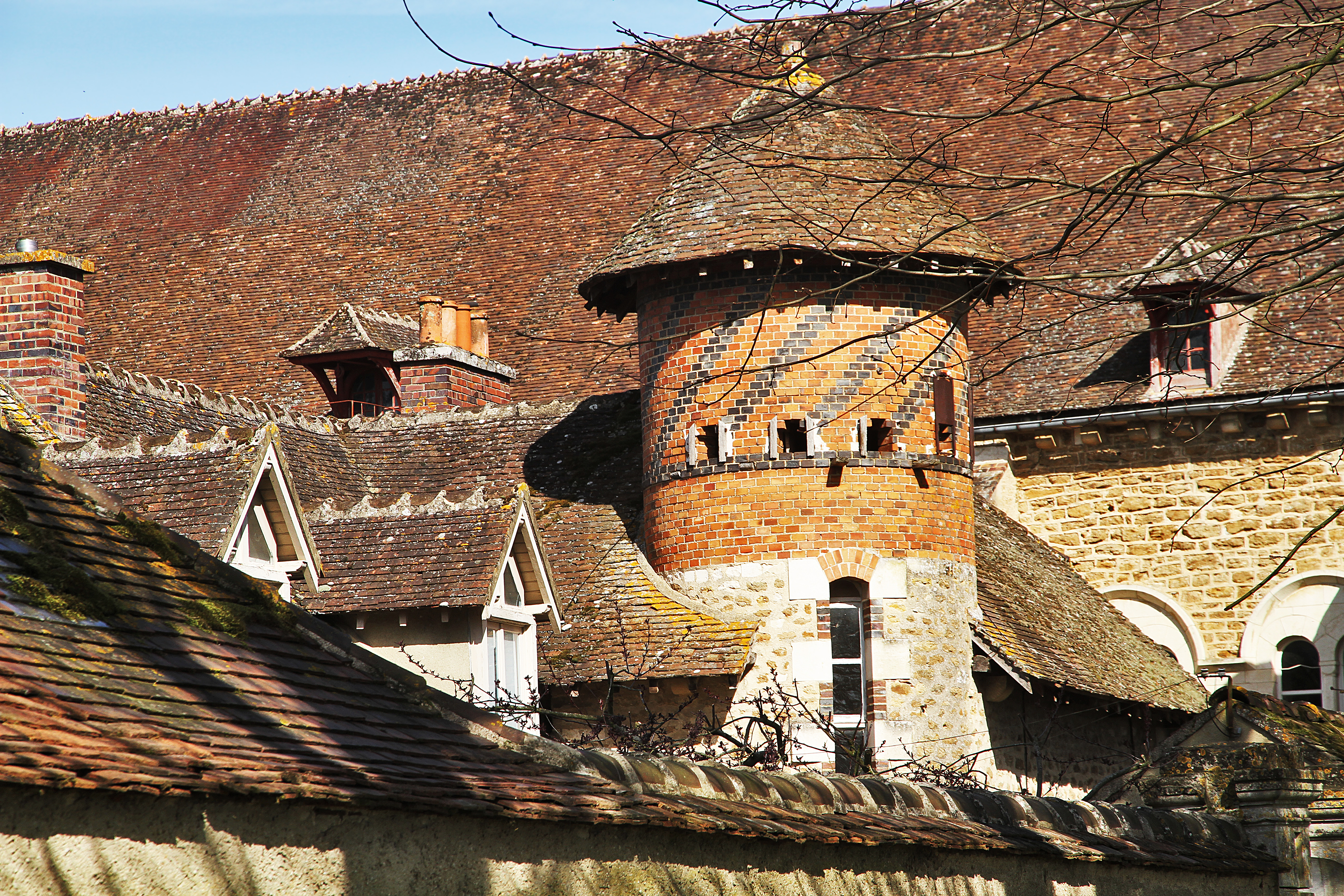
Le pigeonnier et les dépendances.
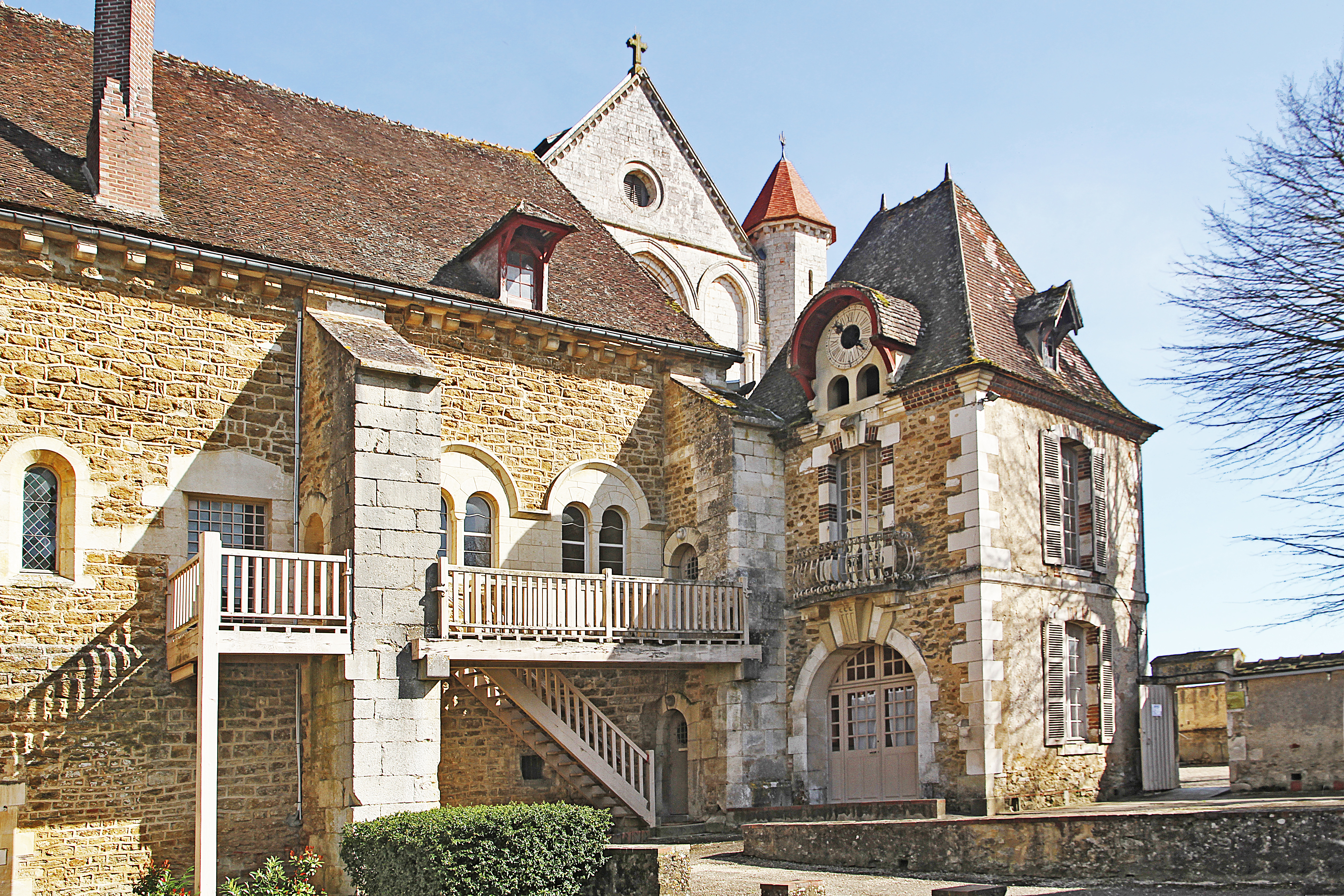
Le bâtiment des convers des XIIe et XVIIe siècles.